# 紗蘭
紗蘭（さら、1997年11月29日 - ）は、日本の女性ファッションモデル。主に『CHOKi CHOKi GiRLS』『Zipper』『Popteen』などの原宿系雑誌で活動。

## 経歴
父がモロッコ人とフランス人の混血、母が日本人。私立の女子高校に通っていたが、芸能活動に専念するために高校1年生のときに通信制高校に転校。2016年春に高校卒業。

### モデル活動
小学5年生頃からモデルに憧れていた彼女は、中学2年生の時にTwitterで芸能事務所N.D.Promotionにスカウトされ、芸能界入り。最初スカウトが来たときは怪しんだが、先に所属していた先輩に後押しされ、入所を決意した。中学3年生の後半頃から本格的に活動を開始した。主に『CHOKi CHOKi GiRLS』『Zipper』などの原宿系雑誌で活動。
2016年3月30日、自身初のスタイルブック『さらっちだよ!』を発表。

### 音楽活動
2015年8月24日、ダンスチームBeat Buddy Boiのメジャーデビューシングル『come again』のカップリング曲として収録されるリミックスバージョンに客演し、歌手デビュー。
2016年3月30日に発表された初のスタイルブック『さらっちだよ!』に収録されたシングル『セブンティーン・シンデレラ』でソロデビューを果たした。同年3月29日に行われたブロガーイベントガールズブロガースタイル2016 S／Sのオープニングアクトとして出演し、同曲を披露した。同年7月、シンガーソングライターのマット・キャブの曲『ラブソングはとまらないよ』の英語カバーを聴きながらリズムに乗り、レコーディングブースで口パクや自撮りを楽しむ特別動画に出演。

## 人物
特技は一輪車、けん玉、ダンス、歌など。藤田ニコルと親友で私生活でも親交が深く、ファンからは2人合わせて「さらにこコンビ」と呼ばれている。NMB48の吉田朱里とも仲良し。

## 作品

### シングル
| 2016年3月30日                                           | さらっちだよ! | 62 |  |
| "-"はチャート圏外、チャート対象外のいずれかを意味する。 |               |    |  |

#### 参加作品
| 発売日        | 曲                   | 備考                                                                                      |
| ------------- | -------------------- | ----------------------------------------------------------------------------------------- |
| 2015年8月24日 | come again feat.紗羅 | Beat Buddy Boiのメジャーデビューシングルのカップリング曲。 表題曲のリミックスバージョン。 |

## 出演

### テレビ番組
- BAZOOKA!!! （BSスカパー!、2017年1月9日 - ）
- ヒルナンデス！（日本テレビ、2015年9月29日）[11]
- 踊る！さんま御殿（日本テレビ、2015年10月6日）[12]
- 櫻井有吉アブナイ夜会（TBS、2016年2月4日）
- サンデージャポン（TBS、2016年2月21日）[13]
- スッキリ!!（日本テレビ、2016年4月20日）
- 有吉ジャポン（TBS、2016年5月21日）
- NEWSな2人（TBS、2016年5月27日）[14]
- 王様のブランチ（TBS、2016年8月20日）
- 超ポンコツさまぁ~ず（テレビ東京、2016年11月26日）
- 踊る！さんま御殿（日本テレビ、2017年10月31日）
- ガチだん! （テレビ東京、2018年 - ）
- 有吉反省会（日本テレビ、2018年4月28日）
- 有吉弘行のダレトク!?（関西テレビ、2018年7月10日）
- 有吉弘行のダレトク!?（関西テレビ、2018年8月21日）
- 有吉弘行のダレトク!?（関西テレビ、2018年9月4日）
- TiARY TV（テレビ神奈川、2019年 - 2020年12月27日）

### CM
- エースコック「スーパーカップMAX」転校生「笑福亭鶴瓶」編、ウェブコマーシャル100の衝撃編